# Ssin
Ssin (Paschto: ښين śin, auch xe, shin; ښ) ist ein Buchstabe des paschtunischen Alphabets. Ssin besteht aus einem Sin (س) mit je einem über- und untergesetzten Punkt.
Die Aussprache des Ssin ist wie die des Zze (ږ) stark dialektabhängig: Sie reicht vom stimmlosen postalveolaren Frikativ [⁠ʃ⁠] in südöstlichen Dialekten über den stimmlosen retroflexen Frikativ [⁠ʂ⁠] in südwestlichen und dem stimmlosen palatalen Frikativ [⁠ç⁠] in nordwestlichen Dialekten bis zum stimmlosen velaren Frikativ [⁠x⁠] in nordöstlichen Dialekten.
Das Zeichen ist im Unicodeblock Arabisch am Codepunkt U+069A kodiert.
| Unicode-Codepoint | Unicode-Name                                    | Zeichen |
| ----------------- | ----------------------------------------------- | ------- |
| U+069A            | ARABIC LETTER SEEN WITH DOT BELOW AND DOT ABOVE | ښ       |